# Labor Caucus
De Labor Caucus is een groepering van verkozenen (caucus) in de Democratische fractie in het Amerikaans Congres die de belangen van de werkende klasse, de arbeidersbeweging en de vakbonden behartigt. Ze werd opgericht op 13 november 2020 door afgevaardigden Mark Pocan en Donald Norcross. De groepering zou zo'n 50 leden tellen onder de parlementariërs.